# 自吸过滤式呼吸器

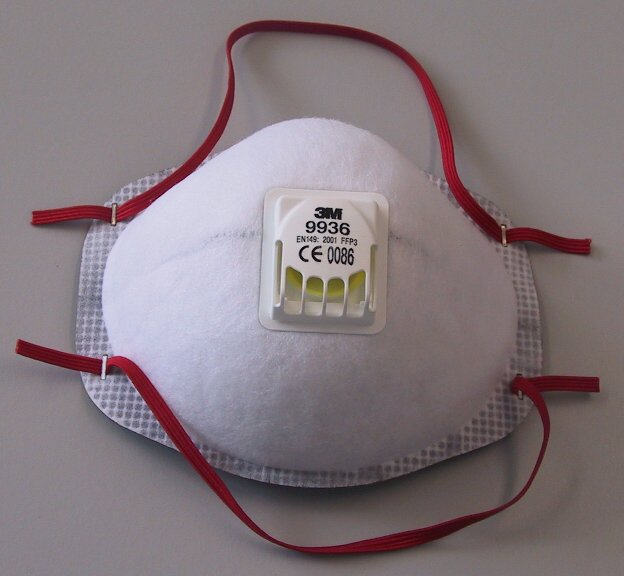
带呼气阀的过滤半面罩（FFP3级）

自吸过滤式呼吸器，也叫机械过滤式呼吸器（英語：mechanical filter respirator），是一类使用机械过滤的方式从空气中清除颗粒物，阻止其到达佩戴者的鼻子和嘴巴的口罩。这类过滤器用于木工、五金等行业的劳动保护。 

## 运行机制
当被污染的空气通过口罩时，其中的灰尘会被过滤器材料捕捉。过滤材料有羊毛、塑料、玻璃、纤维素等，可以组合使用。由于滤材无法清洗再用、寿命有限，便宜和容易处置是选择材料的关键。现在有一次性、可丢弃、可更换的几种滤材。
机械滤材可通过以下方式清除空气中的污染物：
1. 拦截：气流中沿着流线运动的粒子进入纤维半径范围并附着在纤维上。
2. 冲击：较大的颗粒不能顺着气流弯曲的轮廓被迫直接嵌入其中一根纤维。减小纤维间距和提高气流速度都可以增加频率。
3. 扩散：气体分子会和极小颗粒（<100 nm）碰撞，降低其通过速度。这种效应类似于布朗运动，增加了粒子被上述两种机制阻止的可能性。在流速较低时，这种效应占主导地位。
4. 电荷：在过滤材料上使用某些树脂、蜡和塑料作为涂层，以静电荷吸引粒子，将粒子固定在过滤表面上。[來源請求]
5. 利用重力使颗粒沉降到过滤材料中（这种影响通常可以忽略不计）。[來源請求]
6. 在过滤器用过之后，使用被捕捉的粒子本身作为其他粒子的过滤介质。[來源請求]

对于纤维过滤网，扩散主要影响直径小于0.1μm的颗粒。 超过0.4μm时，撞击和拦截占主导地位。 在这两者之间，最能穿透的颗粒尺寸接近为0.3μm，受扩散和拦截的混合影响。为了最大程度地去除颗粒，并降低对通过过滤器的气流的阻力，微粒过滤器的设计应使通过过滤器的气流速度尽可能低。可以通过控制过滤器的斜率和形状以提供更大的表面积来实现这一目标。
HEPA过滤器是机械过滤技术的重大进步。 HEPA过滤器可以去除空气动力学直径为0.3μm的所有空气中颗粒的99.97％，对较小和较大的颗粒去除效率更高。 

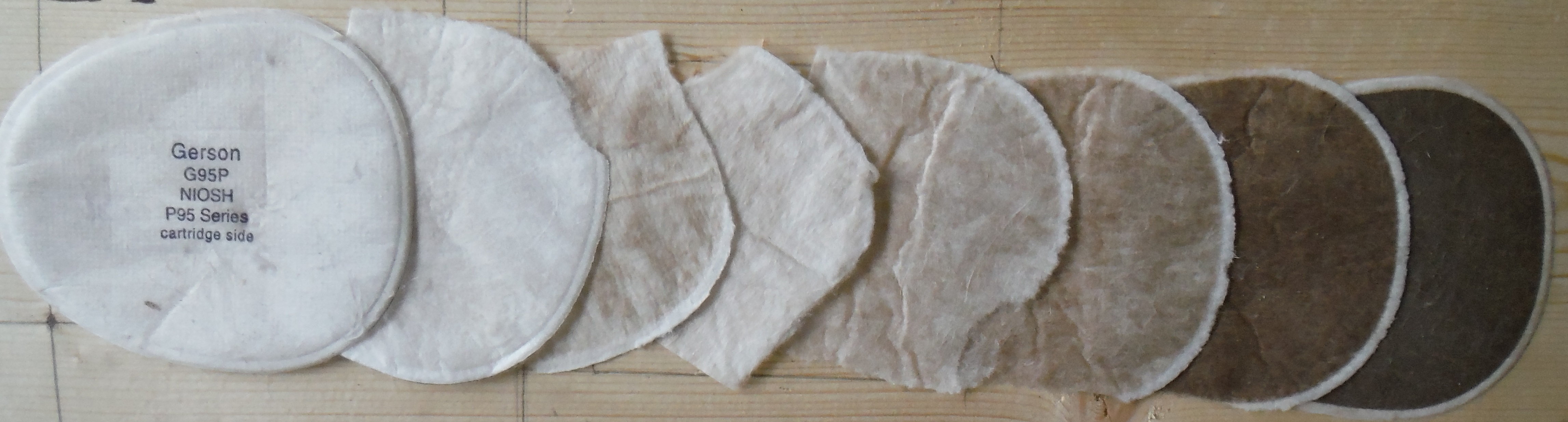
经NIOSH认可的P95过滤器的横截面，用于金屬加工操作一个月后的结果。即使是“清洁”的工业过程也经常产生大量有害的颗粒物，需要呼吸保护。

## 形状分类

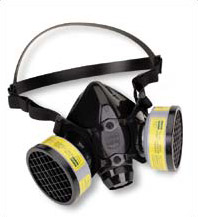
半面弹性空气净化呼吸器。 这种呼吸器可重复使用，过滤器要定期更换。

过滤式面罩呼吸器在不适合进一步使用时将被丢弃。这可以是出于卫生考虑，由于呼吸阻力过大，或因为物理损坏。 
弹性呼吸器可以重复使用。面罩部分可以清洁复用，滤芯则丢弃更换。 

## 过滤标准

### 美国标准（N95等）
在美国 ，美国国家职业安全与健康研究所根据NIOSH空气过滤等级，将颗粒过滤器分为以下几类： 
| 耐油性 | 评分 | 描述                      |
| ------ | ---- | ------------------------- |
| 不耐油 | N95  | 过滤至少95％的空气颗粒    |
| 不耐油 | N99  | 过滤至少99％的空气颗粒    |
| 不耐油 | N100 | 过滤至少99.97％的空气颗粒 |
| 耐油   | R95  | 过滤至少95％的空气颗粒    |
| 耐油   | R99  | 过滤至少99％的空气颗粒    |
| 耐油   | R100 | 过滤至少99.97％的空气颗粒 |
| 防油   | P95  | 过滤至少95％的空气颗粒    |
| 防油   | P99  | 过滤至少99％的空气颗粒    |
| 防油   | P100 | 过滤至少99.97％的空气颗粒 |

### 欧洲标准（FFP2等）

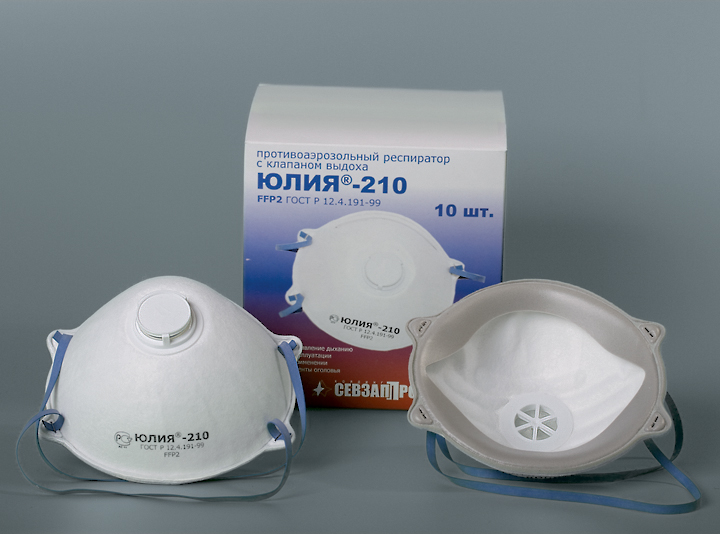
FFP2口罩

欧洲标准EN 143定义P类滤芯。EN 149定义“过滤半面罩”或“过滤面罩”（FFP），即全部或基本由过滤材料制成的口罩：
| 等级 | 过滤器类型 | 过滤能力（空气流量为95 L / min时） | 内漏   | 一般松紧带颜色 |
| ---- | ---------- | ---------------------------------- | ------ | -------------- |
| FFP1 | 口罩       | 过滤至少80％的空气颗粒             | <22％  | 黄色           |
| FFP2 | 口罩       | 过滤至少94％的空气颗粒             | <8％   | 蓝色或白色     |
| FFP3 | 口罩       | 过滤至少99％的空气颗粒             | <2％   | 红色           |
| P1   | 滤芯       | 过滤至少80％的空气颗粒             | 不适用 | 不适用         |
| P2   | 滤芯       | 过滤至少94％的空气颗粒             | 不适用 | 不适用         |
| P3   | 滤芯       | 过滤至少99.95％的空气颗粒          | 不适用 | 不适用         |

欧洲标准EN 143和EN 149是用干燥的氯化钠和石蜡油气雾剂测试过滤器的渗透性，在70°C和-30°C各测试一次，每次24小时。标准包括测试机械强度，呼吸阻力和堵塞。测试脸部和口罩间的内漏是通过人类测试，找10人进行5次运动，去除最大和最小值后的8人平均值不可超过以上列出的限制。（§ 8.5）

### 其他标准（KN95等）
世界各地的呼吸器等级标准大致可以分成类似于美国和欧盟的两种。3M公司称，按照以下标准制造的呼吸器，用于过滤非油基颗粒，如由野火、PM 2.5空气污染、火山喷发、生物气溶胶（如病毒）产生的颗粒时，“等同于美国N95或欧盟FFP2呼吸器”：
- 中国KN95（GB2626-2019）：与NIOSH不带“K”的版本类似。 有KN和KP，90(GB2626-2006)/95/99/100。
- 澳大利亚/新西兰P2（AS / NZ 1716：2012）：欧盟式等级。
- 韩国一等舱（KMOEL-2017-64），也称为“KF94”：欧盟等级，二级/一级/特级为KF 80/94/99。[8]
- 日语DS（厚劳省发214，2018）：参见下文。

美国NPPTL还发布了在COVID-19响应中使用非NIOSH口罩代替N95的指南。 OSHA也发布了类似的文件。 美国官方认为以下呼吸器标准与N95相似：
- 墨西哥N95（NOM-116-2009）：与NIOSH相同的等级。
- 巴西PFF2（ABNT / NBR 13698：2011）：欧盟式等级。
- 日本DS2 / RS2：欧盟式等级，加两字母前缀——首字母D / R表示一次性或可替换；第二个字母 S/L 代表干燥（NaCl）或油性（DOP油）颗粒[11]